# 사이먼 섀퍼

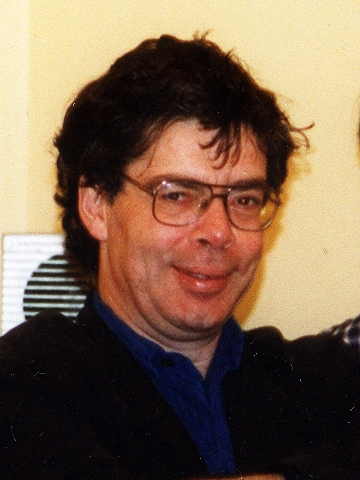

사이먼 J. 섀퍼(Simon J. Schaffer, 1955년 1월 1일 ~ )는 영국 케임브리지 대학교 역사철학부 과학사학과 교수이다.
샤퍼는 1955년 사우샘프턴에서 태어났다. 그의 가족은 같은 해 호주 브리즈번으로 이사했고 1965년 영국으로 돌아와 브라이튼에서 살았다. 그의 아버지 버나드는 1966년부터 1984년 사망할 때까지 서섹스 대학교의 개발 연구소의 교수였다. 사이먼의 어머니 셰일라는 2010년에 사망했으며, 1995년에 브라이튼 시장을 역임한 대학교 도서관 사서이자 노동당 의원이었다.
섀퍼는 브라이튼에 있는 반딘 그래머 스쿨을 다녔고, 그 후 케임브리지 트리니티 칼리지에서 자연과학을 전공했다. 트리니티에 있는 동안, 그는 1974년 유니버시티 챌린지에서 우승한 대학 팀의 주장을 맡았다. 학부 과정을 마친 후, 과학사를 공부하기 위해 케네디 장학생으로 하버드 대학교에 1년 동안 다녔다. 1976년 케임브리지 대학교로 돌아와 1980년 뉴턴 우주론과 정상 상태로 박사학위를 받았다.
셰이퍼는 임페리얼 칼리지 런던과 캘리포니아 대학교 로스앤젤레스에서 가르쳤으며 1985년부터 캠브리지 다윈 칼리지의 연구원으로 재직하고 있다. 그는 스티븐 샤핀과 함께 공동 집필했다. 케임브리지 대학교에서의 활동 외에도, 그는 BBC, 특히 2004년 BBC Four에서 방영된 Light Fantastic 시리즈에 사회자로 참여했다. 그는 런던 리뷰 오브 북스의 정기 기고자 겸 평론가였다.